# تلکوم اتریش
تلکوم اتریش (به آلمانی: Telekom Austria) شرکت مخابرات اتریشی است، که در زمینه ارائه خدمات تلفن ثابت، تلفن همراه، اینترنت، فناوری اطلاعات و تلویزیون دیجیتال فعالیت می‌کند.
بخشی از سهام شرکت تلکوم اتریش در بازارهای بورس نیویورک و بورس وین دادوستد می‌شود. بزرگ‌ترین سهام‌داران این شرکت اوستریک پست (۲۸٪) و شرکت مکزیکی آمریکا موویل (۲۲٪) می‌باشند.